# Euphyllodromia boliviensis
Euphyllodromia boliviensis es una especie de cucaracha del género Euphyllodromia, familia Ectobiidae.

## Distribución
Esta especie se encuentra en Brasil, Perú y Bolivia.